# ناحیه دوچر
ناحیهٔ دِوچِر (به مجاری:  Devecseri járás) یک ناحیه در مجارستان است که در وسپرم واقع شده‌است و ۴۲۱٫۷۳ کیلومتر مربع مساحت و ۱۵٬۰۷۹ نفر جمعیت دارد.